# Didier Dinart
Didier Dominique Dinart (ur. 18 stycznia 1977 w Pointe-à-Pitre) – urodzony na Gwadelupie piłkarz ręczny, wielokrotny reprezentacji Francji. Występuje na pozycji obrotowego.

## Życiorys
W kadrze narodowej zadebiutował w 1996, a karierę reprezentacyjną zakończył w 2013. Dwukrotny mistrz olimpijski 2008 oraz 2012. Dwukrotny mistrz Europy z 2006 r. w Szwajcarii i z 2010 r. z Austrii. Podczas ME w 2010 r. Francuzi pokonali w wielkim finale Chorwację 25:21. W 2009 roku w Chorwacji wywalczył mistrzostwo Świata. W finale ekipa Francji pokonała Chorwację 24:19. W 2011 r. został drugi raz z rzędu mistrzem Świata. Turniej odbywał się w Szwecji.
Po zakończeniu sezonu 2012/13 zakończył karierę zawodniczą. W reprezentacji Francji w latach 1996-2013 rozegrał 379 mecze strzelając 162 bramki.

## Sukcesy

### reprezentacyjne
Mistrzostwa świata:
- (2001, 2009, 2011)
- (2003, 2005)

Mistrzostwa Europy:
- (2006, 2010)
- (2008)

Igrzyska Olimpijskie:
- (2008, 2012)

### klubowe
Mistrzostwa Francji:
- (1998, 1999, 2000, 2002, 2003, 2013)

Mistrzostwa Hiszpanii:
- (2004, 2007, 2008, 2009, 2010)
- (2011, 2012)

Puchar Króla:
- (204, 2008, 2011)

Liga Mistrzów:
- (2003, 2006, 2008, 2009)
- (2005, 2011, 2012)

Klubowe Mistrzostwa Świata:
- (2009, 2010)

## Wyróżnienia
- Najlepszy obrońca sezonu 2009/2010 w Lidze ASOBAL[4]

## Odznaczenia
- Kawaler Narodowego Orderu Zasługi[5]
- Kawaler Legii Honorowej[6]
- Oficer Narodowego Orderu Zasługi[7]